# Gimme Chocolate!!
Gimme Chocolate!! (jap. ギミチョコ!!, Gimi Choco!!) ist ein Musikstück der japanischen Metal-Band Babymetal, das auf ihrem gleichnamigen Debütalbum enthalten ist. Es wurde erstmals 2013 bei einem Konzert von Babymetal gespielt, in Japan aber nicht als Single veröffentlicht. Das auf YouTube hochgeladene Musikvideo entwickelte sich zu einem großen Erfolg, machte die Band international bekannt und gilt allgemein als genretypisch für ihren als Kawaii Metal bezeichneten Stil.

## Veröffentlichung
Das Stück wurde erstmals am 21. Dezember 2013 bei einem Konzert in der Makuhari Messe in Chiba gespielt, am Tag nach dem 16. Geburtstag von Leadsängerin Suzuka Nakamoto (Su-Metal). Die Erstveröffentlichung erfolgte am 26. Februar 2014 als Teil des Debütalbums Babymetal, eine Single-Veröffentlichung in Japan blieb hingegen aus. Einen Tag zuvor, am 25. Februar, war das Musikvideo zu Gimme Chocolate!! auf YouTube hochgeladen worden. Ab 31. Mai 2015 war das Stück in Großbritannien als Digital-Single auf iTunes erhältlich, einen Tag vor der dortigen Neuveröffentlichung des Albums.

## Komposition
Komposition und Arrangement von Gimme Chocolate!! stammen überwiegend von Takeshi Ueda, dem ehemaligen Bassisten der Band The Mad Capsule Markets. Das Lied beginnt mit Thrash-Metal-Elementen. Während des Verses schreien Yui Mizuno (Yuimetal) und Moa Kikuchi (Moametal) verschiedene Lautmalereien, woraufhin Nakamoto mit einem poppigen Dur-Chorus einsetzt. Dieses Muster wiederholt sich mehrmals. Der Liedtext handelt von den Bemühungen junger Frauen, ihr Idealgewicht zu halten, um dann trotzdem der Versuchung der Schokolade zu erliegen.

## Rezeption
Von Musikkritikern erhielt Gimme Chocolate!! allgemein wohlwollende Bewertungen, in denen auch etwas Verwirrung mitschwingt. USA Today bezeichnete das Lied als „bizarre Verschmelzung von Death Metal, EDM-Rhythmen und zuckrigen J-Pop-Melodien“. Der Song beginne mit einem „Lautsprecher-zerfetzenden Gitarrenangriff, der rasch zu maschinengewehrartigem quietschfidelem Gesang und einem Chorus wechselt, die ebenso süchtig machen wie Frühstücksflocken mit Schokoladenüberzug und Cartoons am Samstagmorgen“. Fuse erklärte Gimme Chocolate!! zu einem der neun „experimentellsten Girlgroup-Songs aller Zeiten“ und bemerkte dazu, dass es beim ersten Zuhören völlig schrill klinge, sich dann jedoch zu einem Ohrwurm entwickle.

## Chartplatzierungen
| Charts                              | Höchste Platzierung |
| ----------------------------------- | ------------------- |
| Japan (Billboard Japan Hot 100)     | 54                  |
| USA (Billboard World Digital Songs) | 5                   |

## Musikvideo
Das unter der Regie von Ryōsuke Machida entstandene Musikvideo wurde während der ersten Live-Präsentation des Lieds in der Makuhari Messe gedreht. Am 3. Februar 2014 wurde es zunächst in einer gekürzten Version auf YouTube veröffentlicht. Die ungekürzte Version folgte am 25. Februar, einen Tag vor dem Debütalbum. Das Video wurde viral und machte die Band international bekannt; im März 2019 überschritt es auf YouTube die Marke von 100 Millionen Views. 2015 erschien es auch in einem japanischen Werbespot für Chromecast. Ebenso ist es in der limitierten DVD-Edition von Babymetal enthalten.

## Live-Auftritte
Seit der Veröffentlichung des Debütalbums gehört Gimme Chocolate!! zum festen Repertoire der Band und wird regelmäßig an ihren Konzerten gespielt. Hinzu kamen mehrere besondere Auftritte, bei denen das Lied ebenfalls gespielt wurde: Am 12. Juni 2015 zusammen mit DragonForce beim Download-Festival im Donington Park, am 20. September 2015 zusammen mit Skrillex beim EDM-Festival Ultra Japan in Tokio sowie am 5. April 2016 in New York während der Fernsehsendung The Late Show with Stephen Colbert.

## Mitwirkende
(Angaben gemäß Booklet des Albums Babymetal)
- Suzuka Nakamoto (Su-Metal): Leadgesang
- Yui Mizuno (Yuimetal): Gesang
- Moa Kikuchi (Moametal): Gesang
- Miki Watanabe (Mk-Metal): Text
- Kei Kobayashi (Kxbxmetal): Text
- Takeshi Ueda: Musik, Arrangement

## Coverversion
Scott Bradlee’s Postmodern Jukebox veröffentlichte am 10. August 2017 auf YouTube eine Coverversion von Gimme Chocolate!! im Jazz-Stil der 1920er Jahre, von Tara Louise auf Japanisch gesungen.